# Bello Bouba Maigari
Bello Bouba Maigari (ur. 1947) – kameruński polityk, premier kraju w latach 1982–1983. Przewodniczący Narodowej Unii na rzecz Demokracji i Rozwoju.
Przez większość kariery politycznej działał w opozycji, jednak w 1997 dołączył do rządu, obejmując stanowisko ministra przemysłu i handlu. W latach od 2004 do 2009 minister poczty i telekomunikacji, a od 2009 minister transportu.

## Życiorys
Bello Bouba urodził się w Baschéo w północnym Kamerunie. Od 1972 do 1975 był sekretarzem generalnym Sił Zbrojnych. 30 czerwca 1975 powołany na stanowisko zastępcy sekretarza generalnego Prezydencji, na którym pozostał do stycznia 1982.
7 stycznia 1982 został ministrem gospodarki. Kiedy prezydent Ahmadou Ahidjo w listopadzie 1982 ustąpił ze względów zdrowotnych, został powołany przez jego następcę Paula Biyę na stanowisko premiera. Wkrótce po tym Biya i Ahidjo popadli w konflikt, podczas którego rządzący prezydent oskarżył Bello Boubę o spiskowanie z Ahidjo zamachu stanu. Wtedy Ahidjo udał się na wygnanie, a Bello Bouda został 22 sierpnia 1983 zdymisjonowany. Jego następcą został Luc Ayang.
W 1983 ruszyło zaoczne postępowanie, w wyniku którego Ahidjo został skazany na karę śmierci. W stosunku do Bello Boudy prezydent nie wytoczył procesu. Doprowadziło to do nieudanej próby zamachu stanu na prezydenta w 1984, po której Bello Bouda wyemigrował do Nigerii.
25 maja 1990 w Paryżu ogłosił założenie nowej partii – Narodowa Unia na rzecz Demokracji i Rozwoju (UNDP). Po zalegalizowaniu pluralizmu politycznego w marcu 1991, partie takie jak UNDP działały legalnie, co doprowadziło do powrotu Bello Bouby do kraju 17 sierpnia 1991. Na zjeździe partii w Garoua 4-5 stycznia 1992, Bello Bouba został jej przewodniczącym.
Wystartował w demokratycznych wyborach parlamentarnych z 2 marca 1992 w których zdobył mandat do Zgromadzenia Narodowego. Bello Bouba przystąpił także do wyborów prezydenckich, które odbyły się 11 października 1992. W wyborach zajął trzecie miejsce z wynikiem 19,22%. W regionach Adamawa i Północnym zdobył bezwzględną większość – odpowiednio 64,04% i 50,42% głosów. Zwycięstwo w wyborach odniósł dotychczasowy prezydent Paul Biya. Przewodniczący UNDP zaskarżył wybory do Sądu Najwyższego ze względu na rzekome oszustwa, jednak sprawę umorzono. W listopadzie 1992 Biya próbował podzielić i osłabić UNDP, składając nominacje na stanowiska rządowe dla dwóch ważnych polityków UNDP – Hamadou Moustapha i Issa Tchiroma.
Po zmianach w rządzie w lipcu 1994, dwaj politycy UNDP zachowali swoje stanowiska. Bello Bouba powiedział, że oznacza to koniec ich członkostwa w UNDP. Kiedy 30 lipca 1994 Moustapha przybył do Maroua, jego pojazd został obrzucany kamieniami. W efekcie samochód wypadł z drogi, czego skutkiem był zgon jednej osoby, a wiele odniosło obrażenia. 28 członków UNDP zostało aresztowanych za atak. UNDP oskarżyło rząd za przeprowadzenie ataku, twierdząc, że był to pretekst przeciwko UNDP. 8 listopada 1994 posłowie UNDP rozpoczęli bojkot posiedzeń Zgromadzenia Narodowego, by doprowadzić do zwolnienia członków UNDP. Bojkot zakończył się niepowodzeniem kilka tygodni później.
Moustapha i Tchiroma zakwestionowali ich usunięcie z partii, lecz ostatecznie zostali wydaleni przez decyzję komitetu Centralnego UNDP ze stycznia 1995. Po tym politycy utworzyli własną autentyczną frakcję UNDP, odrzucając władzę Bello Boudy. Frakcja otrzymała nazwę Narodowy Sojusz na rzecz Demokracji i Rozwoju (ANDP).
Bello Bouba w maju 1997 został ponownie wybrany do Zgromadzenia Narodowego, jednak UNDP zdobyła mniej mandatów w porównaniu z wcześniejszymi wyborami. W zawiązku z tym UNDP uczestniczyło w bojkocie październikowych wyborów prezydenckich. Po wyborach, które wobec braku poważnej konkurencji wybrał Paul Biya, Bello Bouba został powołany na stanowisko ministra przemysłu i handlu. Biya poinformował, że dla rozwoju kraju zdecydował się włączyć liderów opozycji do rządu.
Bello Bouba ponownie wystartował w wyborach parlamentarnych w 2002, jednak tym razem nie dostał się do Zgromadzenia Narodowego, a jego partia uzyskała zaledwie jedno miejsce w parlamencie. Członkowie partii domagali się od lidera, by odszedł od rządu i poprawił wizerunek ugrupowania. Tymczasem po kolejnych wyborach prezydenckich wygranych przez Biyę z października 2004, 8 grudnia prezydent po wcześniejszych ustaleniach przeniósł Bello Boudę na stanowisko ministra poczty i telekomunikacji.
Mimo to Bello Bouba został ponownie wybrany na przewodniczącego UNDP na kongresie partii w Bertoua (20-21 stycznia 2007). Przemawiając 14 lutego 2009, bronił swojego członkostwa w rządzie, argumentując, iż daje możliwość swojej partii czynnej pracy na rzecz dobra państwa. W połowie maja 2009 ogłoszono, iż Bello Bouda będzie kandydatem UNDP w wyborach prezydenckich zaplanowanych na 2011 rok. 30 czerwca 2009 Bello Bouda został mianowany ministrem transportu w rządzie Philemona Yanga.